# Stenotomus chrysops
Stenotomus chrysops o sargo de América del Norte es una especie de peces de la familia Sparidae en el orden de los Perciformes.

## Morfología
• Los machos pueden llegar alcanzar los 46 cm de longitud total.

## Distribución geográfica
Se encuentra en las  costas del  Atlántico occidental: desde Nueva Escocia (Canadá) hasta Florida Estados Unidos .